# Post-bop

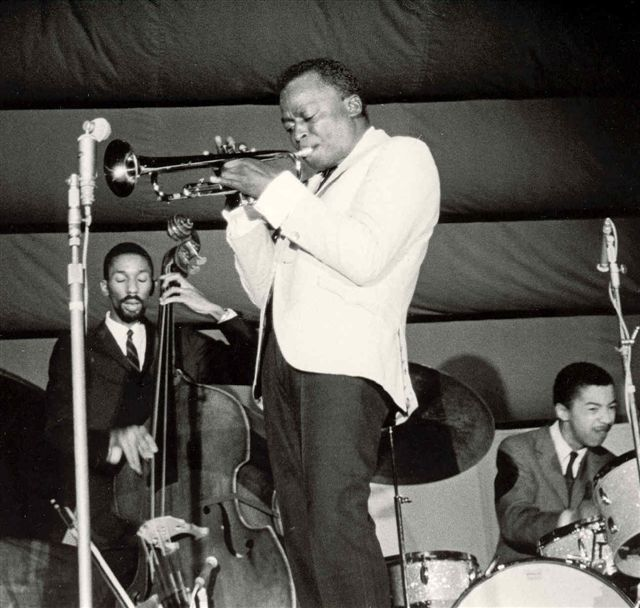
Miles Davis (1963)

Post-bop – gatunek muzyki jazzowej z początku i połowy lat 60. XX wieku. Termin „post-bop“ nie był używany w czasie gdy gatunek był aktywny.
Post-bop łączy wpływy kilku odmian jazzu takich jak hard bop, modal jazz, jazz awangardowy i free jazz. Głównymi twórcami byli John Coltrane, Miles Davis, Bill Evans, Charles Mingus, Wayne Shorter, Chick Corea, Brad Mehldau oraz Herbie Hancock. Większość tej odmiany jazzu zostało zarejestrowane w Blue Note Records.